# Orepukia pallida
Orepukia pallida – gatunek pająka z rodziny Cycloctenidae. Występuje endemicznie na Nowej Zelandii.

## Taksonomia
Gatunek ten opisany został po raz pierwszy w 1973 roku przez Raymonda Roberta Forstera i Cecila Louisa Wiltona w czwartej części monografii poświęconej pająkom Nowej Zelandii. Jako miejsce typowe wskazano Capburn Hill koło Tiroiti w regionie Otago.

## Morfologia
Holotypowy samiec ma karapaks długości 3,3 mm i szerokości 2,4 mm oraz opistosomę (odwłok) długości 3,3 mm i szerokości 2,2 mm. Allotypowa samica ma karapaks długości 3,3 mm i szerokości 2,3 mm oraz opistosomę długości 4,2 mm i szerokości 2,9 mm. Karapaks jest jasnokremowy z jasnożółtobrązowym cieniowaniem i parą przyczernień w rejonie szyjnym. Ośmioro oczu rozmieszczonych jest w dwóch rzędach, z których przedni jest prosty. Oczy tylno-środkowe leżą nieco dalej z tyłu niż tylno-boczne. Szczękoczułki ustawione są pionowo i mają po 2 zęby na krawędziach tylnych oraz po 2 większe i grupkę małych ząbków na krawędziach przednich bruzd. Odnóża są kolczaste. Kolejność par odnóży od najdłuższej do najkrótszej to: IV, I, II, III. Pazurki górne mają 10 ząbków, zaś pazurki dolne 4 ząbki. Opistosoma jest jasna z czarnym nakrapianiem, u samca ponadto z nieco bardziej zesklerotyzowaną łatką na przedzie strony grzbietowej. Zaopatrzona jest znacznie szerszy niż długi stożeczek z włoskami rozmieszczonymi w dwóch łatkach.

## Ekologia i występowanie
Gatunek ten jest endemitem Nowej Zelandii, znanym tylko z Rock and Pillar Range w regionie Otago na Wyspie Południowej. Odławiany był do pułapek Barbera.